# Sonne

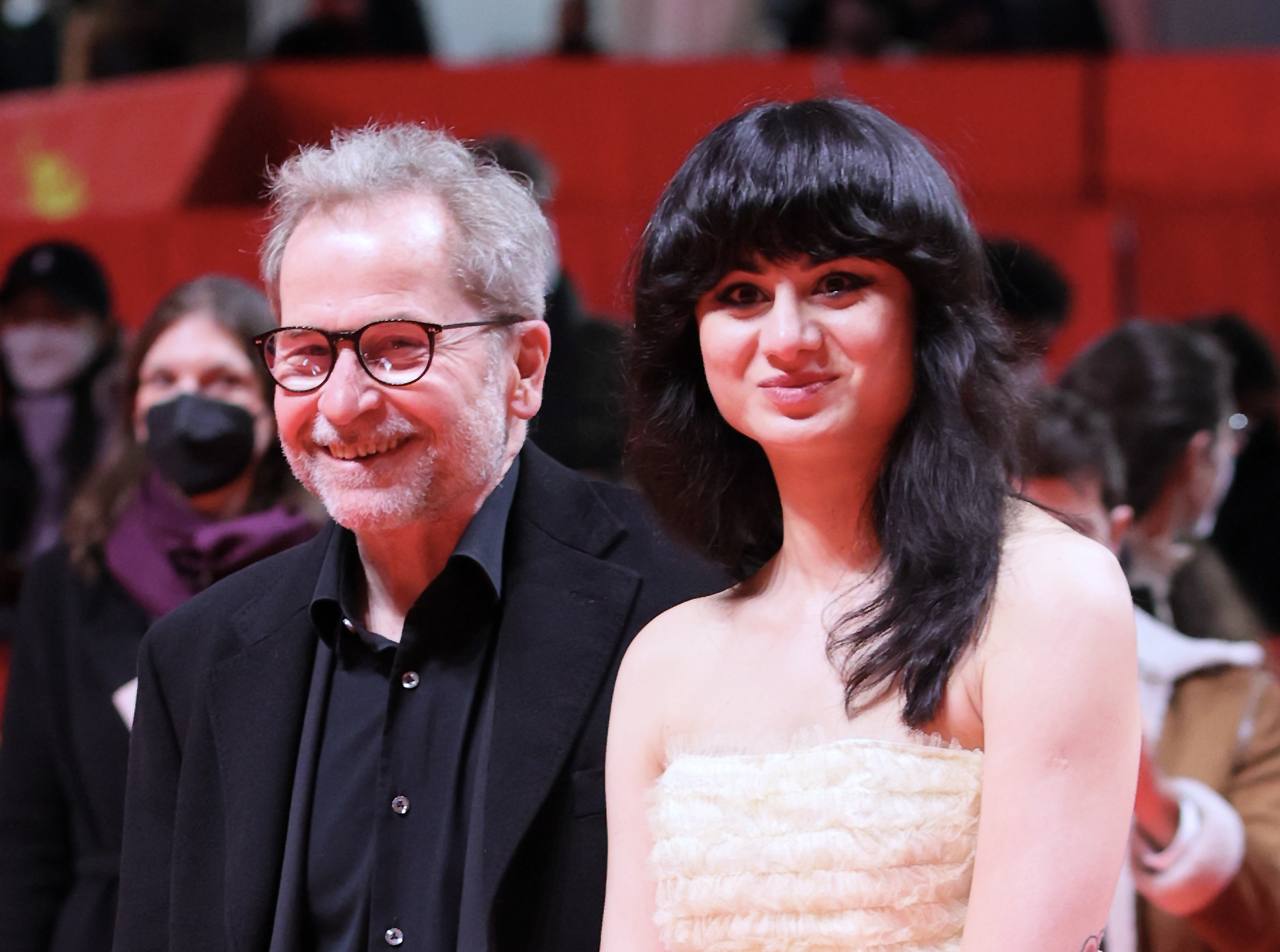
Ulrich Seidl i Kurdwin Ayub a la Berlinale 2022.

Sonne és un llargmetratge austríac del 2022 dirigit per Kurdwin Ayub. La pel·lícula va celebrar la seva estrena mundial a la Berlinale el febrer de 2022 a la secció Encounters, on va rebre el premi GWFF a la millor òpera prima. Segons el productor Ulrich Seidl, aquesta pel·lícula tracta sobre els vincles familiars i familiars, la lluita dels adolescents per un lloc a la vida, les persones i cultures estrangeres, la religió i les aberracions religioses, la fugida del nostre món occidental, l'anhel i la manca d'orientació i el món de Youtube. S'ha subtitulat al català.
La cineasta va tenir la idea de la pel·lícula quan va veure una banda britànica de noies xiïtes, que es posen el vel, cantant cançons musulmanes en anglès per difondre l'islam. Com Ulrich Seidl, Kurdwin Ayub també treballa amb actors aficionats. Melina Benli, Law Wallner i Maya Wopienka ocupen papers importants.